# Vitellozzo Vitelli (Condottiere)
Vitellozzo Vitelli (* um 1458 in Città di Castello; † 31. Dezember 1502 in Senigallia) war ein italienischer Adliger und Condottiere.

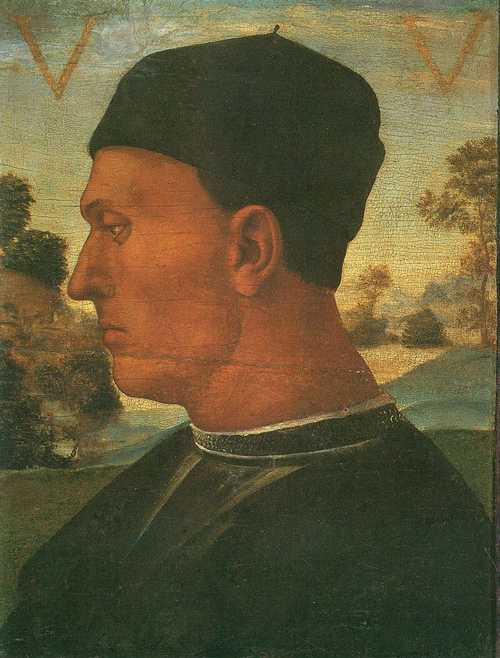
Vitellozzo Vitelli, Porträt von Luca Signorelli, ca. 1492–1496

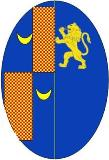
Wappen der Familie Vitelli

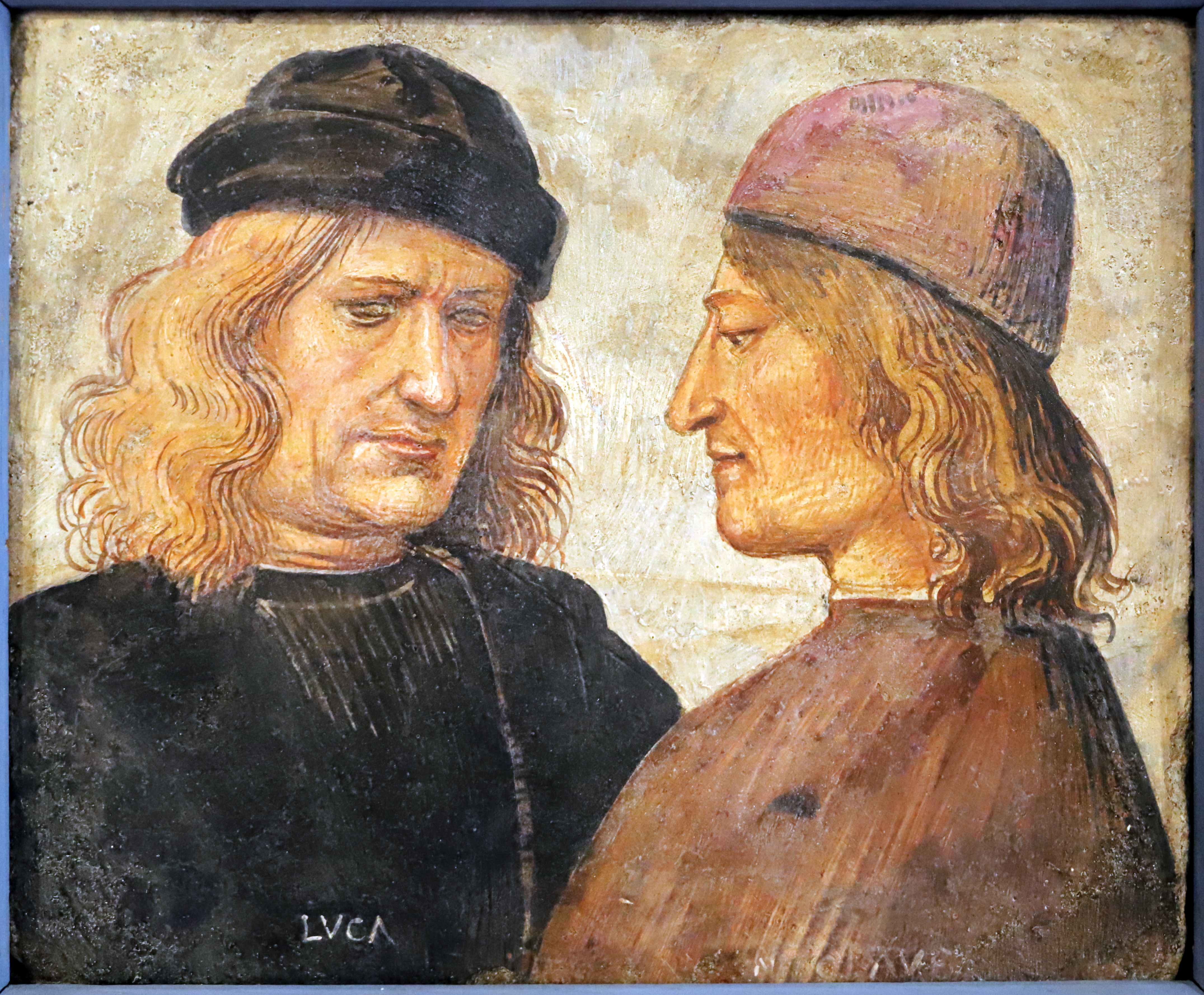
Vitellozzo und Luca Signorelli

Vitellozzo stammte von der Familie Vitelli ab und war der Sohn von Niccolò, Bruder von Paolo, Giulio, Giovanni und Camillo Vitelli, Schwager von Oliverotto da Fermo und Schwiegersohn von Paolo Orsini. Er war Graf von Montone, Herr von Città di Castello, Monterchi und Anghiari. Seine Person, die in einer besonders komplexen historischen Periode angesiedelt ist, gehörte zu den bekanntesten und tapfersten Kämpfern seiner Zeit und war ein Vorbild für die Söldner seiner Truppe, die nicht zögerten, ihn bei der Magione-Verschwörung zu unterstützen, die er 1502 gegen Herzog Valentino organisierte.

## Leben

### Ursprung und Anfänge
Vitellozzo wurde um 1458 in Città di Castello als Sohn von Niccolò Vitelli und Pantasilea Abocatelli geboren und sammelte seine ersten militärischen Erfahrungen in den Reihen von Gentile Virginio Orsini. Zusammen mit seinen Brüdern Paolo und Camillo kam er 1494 unter das Kommando von König Karl VIII. von Frankreich, und so zogen sie zu dritt nach Genua, wo sie Rapallo verteidigten. Als die Stadt jedoch in die Hände der Aragonier fiel, stellten die Vitelli während des Rückzugs ihr militärisches Können unter Beweis, indem sie die zahlenmäßig überlegenen feindlichen Soldaten besiegten. Für eine kurze Periode (von Juli bis September 1495) zog er nach Pisa, wo er Vicopisano gegen den florentinischen Angriff verteidigte, da Vico für beide Mächte (Pisa und Florenz) von strategischer Bedeutung war. Nachdem es jedoch zu einer Einigung zwischen Frankreich und der Republik Florenz gekommen war, stellte sich Vitellozzo auf deren Seite gegen Pisa, zu dessen Nachteil er sofort die Bastione Stampace und Borgo San Marco eroberte. Der französische Kastellan von Pisa, Robert de Balzac, lehnte sich jedoch gegen seine von Vitellozzo repräsentierte Heimat auf und ließ auf die von Vitelli befehligten Truppen schießen. Vitellozzo wurde dabei von einem Stein verwundet. Dieser Angriff auf Pisa wurde schließlich auf Befehl von Francesco Valori, dem florentinischen Kommissar, abgebrochen. Im Jahr 1496 hielt er sich in Lyon auf, wo er zusammen mit Carlo Orsini und Giovanni Antonio Carafa König Karl VIII. um eine Intervention im Königreich Neapel ersuchte, das angesichts des aragonischen Aufstands in Schwierigkeiten war.

### Nach den französischen Erlebnissen und der Schlacht von Soriano
Anschließend kehrte er nach Italien zurück und landete mit 1000 Mann in Livorno. Da die Stadt von Kaiser Maximilian I. von Habsburg belagert wurde, begannen Vitelli und Orsini sofort mit der erfolgreichen Verteidigung. Die Deutschen mussten fliehen und der Weg nach Umbrien war frei. Nachdem er etwa 2000 Soldaten in der italienischen Region versammelt hatte, eroberte Vitellozzo 1497 zunächst Citerna und belagerte dann Monteleone d’Orvieto. Seine französische Kampferfahrung ermöglichte es ihm, in Italien unbekannte militärische Entwicklungen einzuführen, wie etwa die Technik, sich während des Kampfes wie die Schweizer Söldner in einem Viereck aufzustellen. In Soriano nel Cimino angekommen, schloss er sich Carlo Orsini an, mit dem er Tuscania belagerte und 800 Landsknechte des Papstes zwischen Soriano nel Cimino und Canepina auslöschte. In der Schlacht wurden Guidobaldo da Montefeltro und Giampiero Gonzaga gefangen genommen, während Muzio Colonna und Giovanni Borgia verwundet wurden. Als Papst Alexander VI. die schwere Niederlage sah, nahm er Friedensverhandlungen mit der sehr mächtigen Familie Orsini auf, zu der Carlo, Vitellozzos Verbündeter, gehörte. Es kam zu einer Einigung, auf deren Grundlage Paolo und Gian Giordano Orsini gegen eine Kaution (etwa 50.000 Dukaten) freigelassen wurden und Vitellozzo die Herrschaft über Città di Castello erhielt. Von den aus Siena Verbannten kontaktiert, griff er mit letzteren San Casciano dei Bagni an. Aber als in Siena dieser Angriff entdeckt wurde, weigerte sich Vitelli weiterzumachen und zog sich mit der Beute aus der Plünderung von San Casciano in seine Heimatstadt zurück.

### Die florentinische Experiment

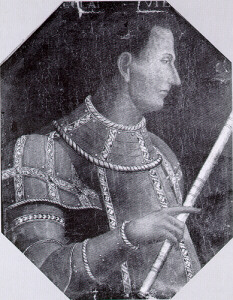
Porträt von Paolo Vitelli, Bruder von Vitellozzo

1498 wechselte Vitellozzo zusammen mit seinem Bruder Paolo in den Sold der Florentiner und unterzeichnete einen Vertrag, der eine jährliche Zahlung von 40.000 Scudi und etwa 400 bewaffnete Männer, allerdings mit diversen Klauseln, vorsah: Im Falle eines Friedens würde das Einkommen beispielsweise auf 33.000 Scudi reduziert werden. Angesichts der Situation in Pisa, wo der Krieg tobte, wurde die Zuwendung der beiden auf 40.000 Dukaten erhöht. Vitellozzo nahm an den militärischen Aktionen gegen Pisa teil. Als etwa 200 Pisaner versuchten die Bastione della Dolorosa in der Nähe von Vicopisano zurückzuerobern schnitt er ihnen den Rückzug ab, bevor er das Schlachtfeld aufgrund einer Syphiliserkrankung verlassen musste. Nachdem er sich wieder erholt hatte, griff Vitelli die Burg von Banzena an und belagerte mit seinem Bruder Paolo und Giampaolo Baglioni Bibbiena. 1499 kehrte er nach Città di Castello zurück, rekrutierte neue Soldaten (etwa 700 Mann), und zog dann weiter nach Pieve Santo Stefano, von wo aus er erneut zur Belagerung von Castel Rubello aufbrach. Vitellozzo und sein Bruder Paolo befanden sich in einer äußerst günstigen Lage und machten sich daran, Pisa mit der florentinischen Armee zu belagern. Trotz der Einnahme der Festung Stampace gaben sie den Befehl, die militärischen Aktionen zu beenden, da ihnen eine ausreichend vorbereitete Artillerie fehlte. Für dieses Zögern wurde Paolo Vitelli, der Bruder von Vitellozzo, verhaftet, des Hochverrats angeklagt und zur Enthauptung verurteilt. Vitellozzo hingegen, der ebenfalls von den florentinischen Behörden gesucht wurde, konnte zunächst nach Pisa fliehen und zog dann nach Città di Castello weiter.

### Mit Herzog Valentino
Vitelli verließ Città di Castello und ging nach Mailand zu König Ludwig XII. von Frankreich, um sich für den Tod seines Bruders zu rächen. In der lombardischen Stadt stellte er sich in den Dienst von Cesare Borgia, mit dem er Dionigi Naldi, der in Imola belagert wurde, zur Kapitulation bewegte. Nachdem er an der Spitze zahlreicher Söldner in Rom angekommen war, zog er mit ihnen nach Orvieto, wo er von Giorgio della Rovere, dem Bischof der Stadt, mit einem großen Bankett empfangen wurde. Nachdem er seine Truppen in Città di Castello versammelt hatte, schloss er sich mit Giampaolo Baglioni in San Martino in Campo zusammen, um die von Carlo Baglioni entrissene Herrschaft über Perugia wiederzuerlangen. In der Zwischenzeit ließ sein Hass auf Florenz wegen der Ermordung seines Bruders Paolo nicht nach. Er ermutigt Pisa weiterhin zum Krieg gegen die Florentiner und schickt mit Romeo da Pisa und Griso da Pisa auch militärische Hilfe. In der Zwischenzeit setzten sich seine Kämpfe mit Baglioni fort: Am 28. August 1500 eroberte er mit vielen Männern Acquasparta, wo Altobello da Canale gefangen gehalten wurde; diese wurde bei lebendigem Leibe in Stücke geschnitten und sein Fleisch verbrannt. Nachdem er sich nach Amelia begeben hatte, erhielt er von den Ghibellinen 10.000 Dukaten und brach mit Giampaolo Baglioni und Paolo Orsini zur Belagerung von Viterbo auf. Nachdem er seine Gegner (die Colonnesi) überlistet hatte, raubte er sie aus und kehrte mit einem Vermögen von etwa 50.000 Dukaten nach Città di Castello zurück, bevor er in Begleitung von Alexander VI. und Cesare Borgia, mit dem er später in Rom war, nach Foligno aufbrach. Vitellozzo wurde nach Cesena geschickt und belagerte zusammen mit Dionigi Naldi Brisighella, bevor er sich mit anderen Befehlshabern der Valentino-Armee, wie Naldi, Giampaolo Baglioni und Paolo Orsini, auf die Eroberung von Faenza konzentrierte. Doch die Einnahme der Stadt war alles andere als einfach. Während der Kämpfe wurde auch Vitelli verwundet und musste mehrmals den Rückzug antreten. Dann begann er die Städte in der Umgebung von Faenza anzugreifen. Er eroberte Solarolo, Russi und verwüstete einige venezianische und ravennische Gebiete. Schließlich aber, im Jahr 1501, gab Faenza den Widerstand auf und Vitelli nahm seinen Feind Bernardino da Marciano gefangen, den er dann wider Erwarten freiließ. Nachdem die Stadt Ravenna gefallen war, griff Vitellozzo die Bentivoglio von Bologna an. Er nahm Castel San Pietro Terme, Gatteo und Castel Guelfo di Bologna ein. Nach der Abtretung von Castel Bolognese an die Borgia wurde ihm befohlen, mit den militärischen Aktionen aufzuhören. In Medicina angekommen, nahm er dort Pirro da Marciano, den Bruder von Bernardino, gefangen und ließ ihn den Kopf abschlagen. Um den Tod seines Bruders zu rächen, begab er sich nach Campi Bisenzio in der Toskana und begann die Ländereien rund um die Stadt in der Provinz Florenz zu verwüsten. Seine Aktionen wurden jedoch aufgrund des Waffenaufrufs von Cesare Borgia verschoben, für den er Jacopo IV. Appiano in Piombino belagerte, bevor er nach Pisa weiterzog, wo er die Bevölkerung aufstachelt, sich nicht gegen Florenz zu ergeben.

### Die aragonesischen Kriege mit den Borgia und die Einsätze in Terni

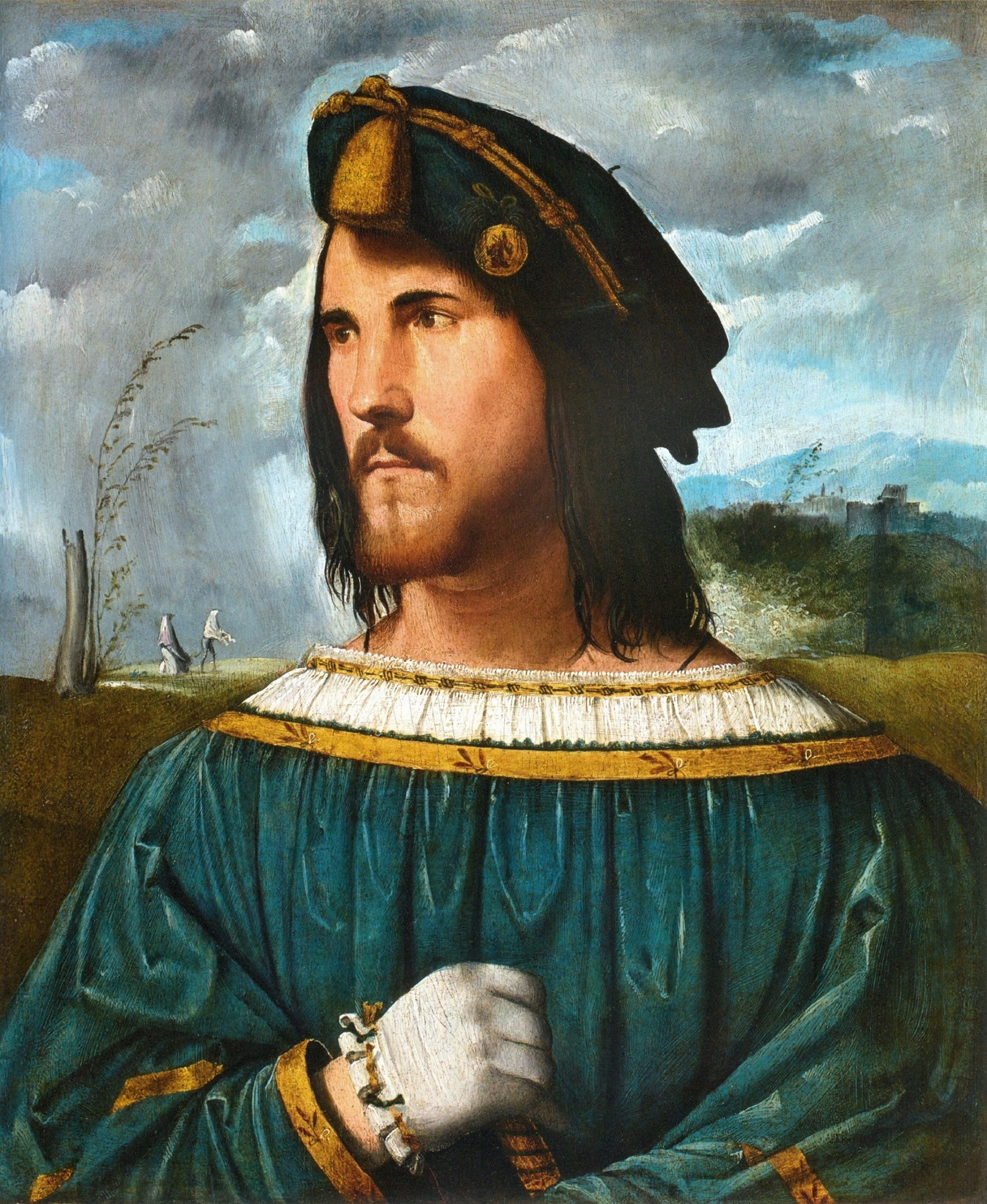
Angebliches Porträt von Cesare Borgia, Altobello Melone, 1513

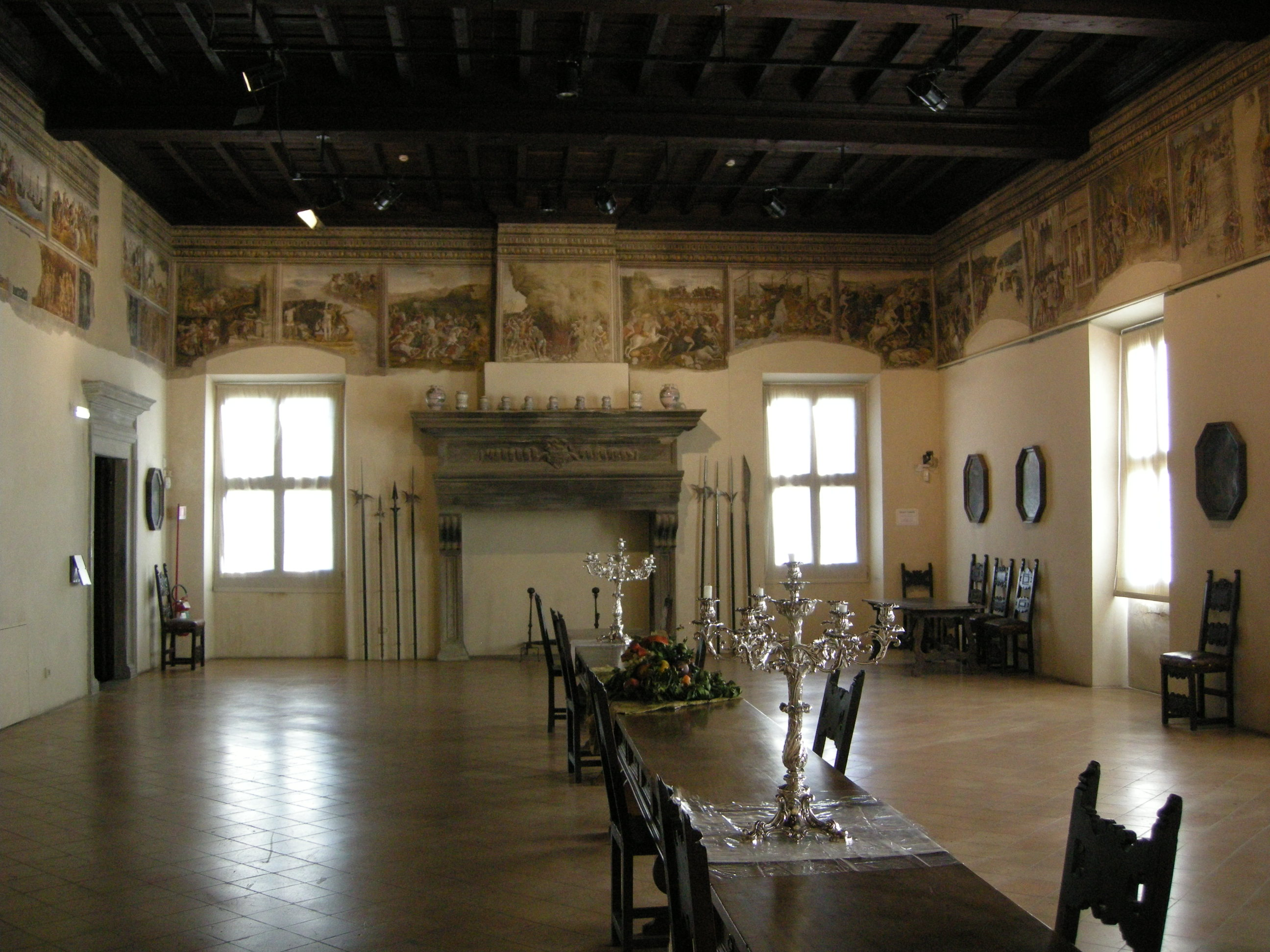
Palazzo Vitelli alla Cannoniera, Città di Castello

Im Juli 1501 verließ Vitelli zusammen mit Giampaolo Baglioni und Cesare Borgia Rom, um mit den Franzosen gegen die Aragonier in das Königreich Neapel zu ziehen. Er eroberte L’Aquila, aus dem Ludovico Franchi, Herr der Stadt, und Muzio Colonna vertrieben wurden. Nach seiner Ankunft in Capua kam es während der Verhandlungen über die Übergabe der kampanischen Stadt zu einer unerwarteten Eroberung. Er nach Fabrizio I. Colonna und Ranuccio da Marciano gefangen und tötete sie, indem er ihre Wunden mit Gift infizierte. Mit Oliverotto da Fermo kehre er zur Schlacht von Piombino zurück und belagerte die Burg von Casavecchia in der Nähe von Camerino. Nachdem Vitellozzo sich mit den Leuten von Spoleto gegen Terni verbündet hatte, zog er nach Contigliano um Proviant zu holen. Nachdem er von einer Frau mit einem von der Mauer geworfenen Stein verwundet wurde, griff er die Stadt an. Seine Rache war sehr gewalttätig, auch im Hinblick auf die 130 Männer, die bei den Kämpfen getötet wurden. Nachdem er 4000 Dukaten von der Stadt Terni erhalten hatte, zog Vitellozzo weiter durch viele mittelitalienische Städte (Corbara, Sugano, Porano und Bolsena), bevor er nach Acquapendente ging, wo er Piero il Fatuo kennenlernte. Im September 1501 gelang es ihm Piombino einzunehmen, das sich jedoch wegen des Mangels an Vorräten ergeben musste. Vom Papst zum Grafen von Montone ernannt, belagerte Vitellozzo 1502 zusammen mit Oliverotto da Fermo Giulio Cesare da Varano in Camerino. Dort wurden seine Männer von Niccolò Bonafede beschuldigt (gegen Bezahlung) Proviant in die Stadt gebracht zu haben, eine Anschuldigung, die Vitellozzo und seine Gefährten auch an Bonafede richteten.

### Aufstand von Arezzo

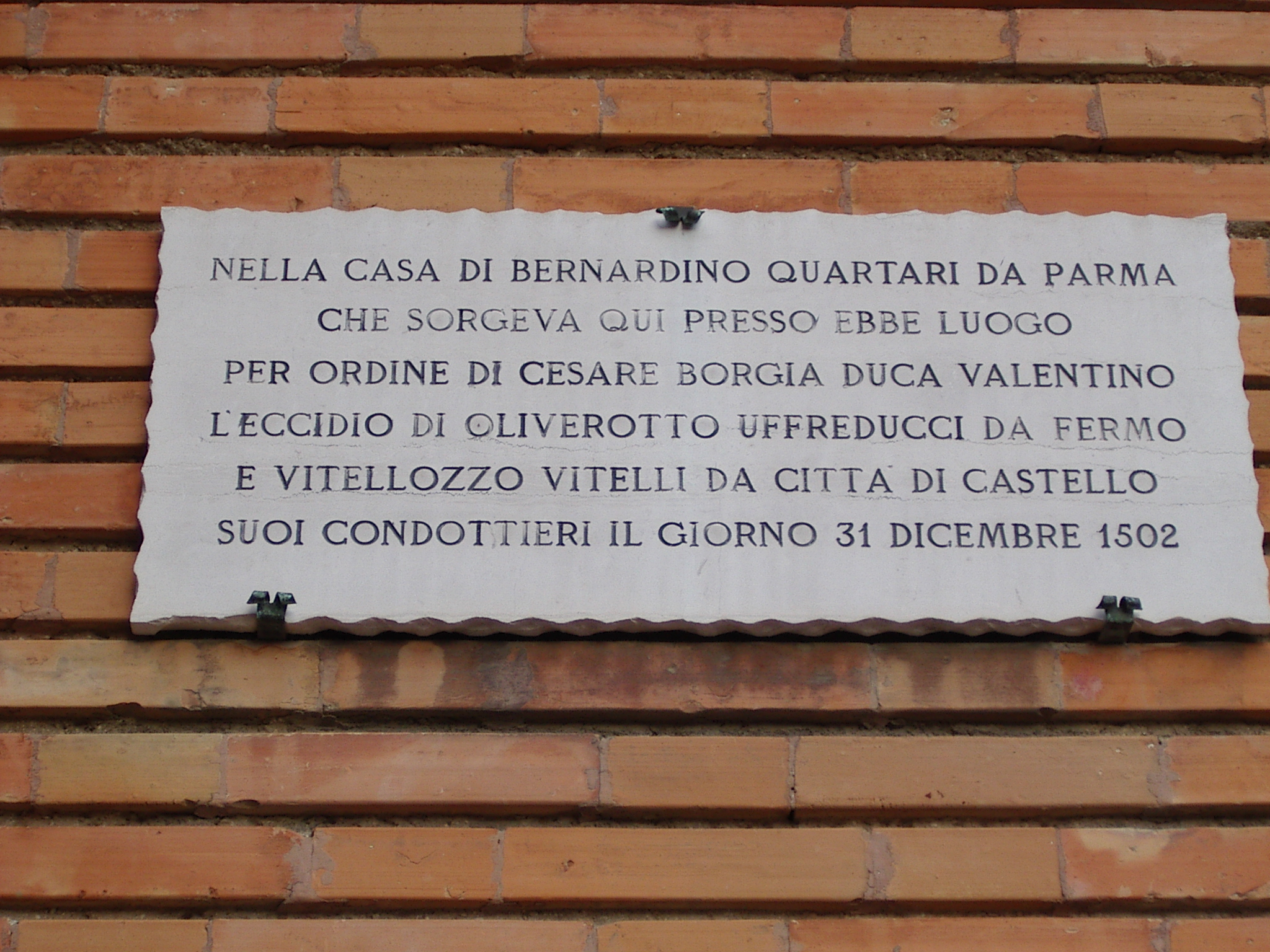
Gedenktafel an der Stelle, an der Vitellozzo in der Nacht des 31. Dezember 1502 starb, Senigallia

In der Zwischenzeit erregten die Ereignisse in Arezzo Vitellis Aufmerksamkeit, wo sich eine Reihe von Aufständen gegen die florentinische Herrschaft organisierte, denen er sich aus Hass auf Florenz, nach dem Tod seines Bruders Paolo, anschloss. Von Città di Castello aus besetzte er Monterchi, und nachdem er sein Lager in Colle di Val d’Elsa aufgeschlagen hatte, begann er eine regelrechte Invasion. Er eroberte Giovi, Monte San Savino, Castiglion Fiorentino und Cortona. Er näherte sich Arezzo mit 3500 Mann unter der Führung von Piero il Fatuo und schaffte es, Guglielmo de’ Pazzi, Alessandro Galilei (den Hauptmann der Stadt) und Piero Marignolli (den Podestà) zur Flucht aus der toskanischen Stadt zu nötigen. Unterdessen nehmen die militärischen Kräfte auf seiner Seite zu. Fabio Orsini und Giampaolo Baglioni schlossen sich seinen Soldaten an, ebenso wie die Soldaten von Fatuo. Er verließ das noch nicht eingenommene Arezzo (er überließ seinem Bruder Giulio die Belagerung) und zog an der Spitze von fast 4000 Mann in Begleitung von Baglioni in Richtung Florenz. In Petrognano lagerte er in unmittelbarer Nähe des florentinischen Heeres, das von Antonio Giacomini Tebalducci befehligt wurde. Nach seiner Rückkehr in das Gebiet von Arezzo gelang es ihm, die von etwa 200 Männern verteidigte Burg von Quarata zu erobern und den Widerstand von Arezzo vollständig zu brechen. Im Juli 1502 nahm er zusammen mit Giampaolo Baglioni Anghiari und Borgo San Sepolcro ein und ließ den Wachtmeister von Castel Focognano hängen. Nachdem Giacomini Tebalducci Laterina verlassen hatte, stand er bei Castiglion Fibocchi mit Unterstützung der Franzogen erneut Vitelli gegenüber. Vitellozzo entwarf mit seiner großer militärischer Erfahrung eine neue Taktik und konnte diese Schlacht gewinnen. Doch trotz der errungenen Siege musste der Aufstand beendet werden. Die zur Unterstützung von Florenz wachsende Zahl aus Frankreich eintreffender Soldaten und der Befehl Ludwigs XII. von Frankreich an Cesare Borgia, das Unterfangen aufzugeben, veranlassten Herzog Valentino, Vitellozzo zu überreden, den Forderungen des französischen Königs nachzugeben. Er brachte, wenn auch widerwillig, die Bevölkerung von Arezzo dazu, sich Frankreich zu unterwerfen und die Stadt in die Hände der transalpinen Armee zu übergeben. Vitellozzo zog sich nach Città di Castello zurück, um das Quartanfieber auszukurieren und musste im August 1502 gegen die Franzosen vorgehen, damit diese nicht das Land um Città di Castello verwüsteten. Dabei tötet er etwa 300 Männer.

### Verschwörung gegen Cesare Borgia und Tod
“E benché Vitellozzo stessi assai renitente, e che la morte del fratello gli avessi insegnato come è non si debba offendere un principe e di poi fidarsi di lui, nondimanco persuaso da Paulo Orsino, suto con doni e con promesse corrotto da el duca, consentì ad aspettarlo.”

„Und obwohl Vitellozzo sehr zurückhaltend war und der Tod seines Bruders ihn gelehrt hatte, wie man einen Fürsten nicht beleidigen und ihm dann vertrauen sollte, erklärte er sich, überredet von Paulo Orsino, der vom Herzog mit Geschenken und Versprechungen bestochen worden war, dennoch bereit auf ihn zu warten.“

Besorgt über den wachsenden ehrgeizigen Anspruch von Cesare Borgia, begann auch Vitellozzo um seinen Besitz zu fürchten. Deshalb begab er sich im Oktober 1502 auf das Castello della Magione, wo er zusammen mit Giampaolo Baglioni, seinem Schwiegervater Paolo Orsini, Antonio Giordano (für Pandolfo Petrucci von Siena), Oliverotto da Fermo und dem Herzog von Gravina Francesco Orsini ein Komplott gegen Valentino schmiedete. Der an Syphilis erkrankte Vitellozzo wurde mit den anderen Verschwörern aktiv. Er marschierte in Urbino ein und ließ dort zahlreiche Beamte der Borgia hängen. Anschließend kämpfte er gegen die feindlichen Truppen in der Schlacht von Calmazzo, die Vitellozzo gewann, wobei Hugo de Moncada gefangen genommen wurde. Doch nachdem sich Paolo Orsini mit Borgia geeinigt hatte, gaben auch Vitellozzo und die anderen Befehlshaber dem Friedensangebot Valentinos nach. In der Nacht des 31. Dezember 1502 wurden Vitelli und Oliverotto da Fermo von Cesare zu einem Bankett in Senigallia eingeladen, bei dem beide von Michelotto Corella erdrosselt wurden (Massaker von Senigallia). Bevor er starb bittete Vitellozzo den Papst Alexander VI. um Vergebung für seine Taten. Diesem dramatischen Ende widmete der Florentiner Schriftsteller Niccolò Machiavelli 1503 eine Abhandlung mit dem Titel „Descrizione del modo tenuto dal Duca Valentino nello ammazzare Vitellozzo Vitelli, Oliverotto da Fermo, il Signor Pagolo e il duca di Gravina Orsini“ (Beschreibung der Art und Weise, wie Herzog Valentino Vitellozzo Vitelli, Oliverotto da Fermo, Signor Pagolo und den Herzog von Gravina Orsini tötete).

## Ehe und Nachkommen
Vitellozzo heiratete zu einem nicht bekannten Zeitpunkt Porzia, die Tochter von Paolo Orsini. Es ist nur eine leibliche Tochter bekannt, Niccolina, die Onofrio Schianteschi di Montedoglio heiratete.

## Bezugspunkte in der Alltagskultur
Die Figur des Vitellozzo wurde zusammen mit denen von Oliverotto da Fermo, Cesare Borgia und Micheletto Corella in das Videospiel Assassin’s Creed: Brotherhood aufgenommen, das 2010 von Ubisoft produziert wurde.